# N-甲基-D-天門冬胺酸受體

NMDA

穀氨酸

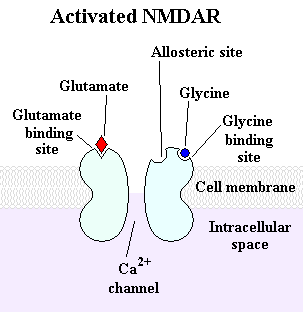
一個NMDA受體的示意圖。麩胺酸鹽會與麩胺酸鹽結合位結合，而甘胺酸會與甘胺酸結合位結合。而會造成抑制受體活性的異位並沒有被佔據。NMDA受體需要有兩分子麩胺酸鹽或天門冬胺酸，與兩分子甘胺酸進行結合。

N-甲基-D-天門冬胺酸受體（N-methyl-D-aspartate receptor，NMDAR），簡稱NMDA受體，為麩胺酸鹽受體，是一個主要的分子裝置，控制突觸的可塑性與記憶功能。
NMDA受體是一種離子型麩胺酸鹽受體的特別型態。NMDA（N-甲基-D-天門冬胺酸）是一種選擇性致效劑，可以與NMDA受體結合，但是無法和其他麩胺酸鹽受體結合。NMDA受體的結合，會導致離子通道非選擇性地開啟，使陽離子通過，進而使平衡電位改變至接近0毫伏特。NMDA受體進行活化，必須依賴電壓，這會導致離子通道會阻擋細胞外的Mg2+與Zn2+離子通過，並允許Na+離子與少量Ca2+離子流入細胞，以及使K+離子流出細胞，並保持電壓的依賴性。